# Collection (The Who)
Collection è una compilation del gruppo britannico The Who pubblicata nel 1985.

## Tracce
1. I Can't Explain
2. Anyway, Anyhow, Anywhere
3. My Generation
4. Substitute
5. A Legal Matter
6. The Kids Are Alright
7. I'm A Boy
8. Happy Jack
9. Boris The Spider
10. Pictures Of Lily
11. I Can See For Miles
12. Won't Get Fooled Again
13. The Seeker
14. Let's See Action
15. Join Together
16. Relay
17. Love Reign O'er Me
18. Squeeze Box
19. Who Are You
20. Long Live Rock
21. 5:15
22. You Better You Bet
23. Magic Bus
24. Summertime Blues (Live)
25. Shakin' All Over (Live)
26. Pinball Wizard
27. The Acid Queen
28. I'm Free
29. We're Not Gonna Take It
30. Baba O'Riley
31. Behind Blue Eyes
32. Bargain